# (12418) Tongling
(12418) Tongling es un asteroide perteneciente al cinturón de asteroides, descubierto el 23 de octubre de 1995 por el equipo del Beijing Schmidt CCD Asteroid Program desde la Estación Xinglong, Hebei, China.

## Designación y nombre
Designado provisionalmente como 1995 UX2. Fue nombrado Tongling en homenaje a la ciudad china de Tongling famosa por su importante manufactura del cobre durante la Dinastía Han del Oeste, está situada en la orilla sur del río Changjiang.

## Características orbitales
Tongling está situado a una distancia media del Sol de 2,972 ua, pudiendo alejarse hasta 3,361 ua y acercarse hasta 2,583 ua. Su excentricidad es 0,130 y la inclinación orbital 11,65 grados. Emplea 1871 días en completar una órbita alrededor del Sol.

## Características físicas
La magnitud absoluta de Tongling es 13,8.